# Ministerio de Relaciones Exteriores (Perú)
El Ministerio de Relaciones Exteriores, también llamado Cancillería de la República, es la entidad estatal del Poder Ejecutivo peruano encargada de elaborar y ejecutar la política exterior del Estado. Trabaja en coordinación con los embajadores y cónsules peruanos acreditados en distintos países y en las representaciones permanentes ante organismos internacionales. Igualmente, coordina, atiende y trata con las embajadas acreditadas ante el Estado peruano en Lima, con los consulados extranjeros acreditados en diversas ciudades del territorio peruano y con aquellos organismos internacionales con sede o representación en la capital. 
La sede central del Ministerio se encuentra en la ciudad de Lima, en el edificio Carlos García Bedoya, ubicado en Jr. Lampa 545, anteriormente la sede central estaba ubicada en el Palacio de Torre Tagle. Actualmente, el ministro encargado de esta cartera es el embajador Elmer Schialer.

## Historia

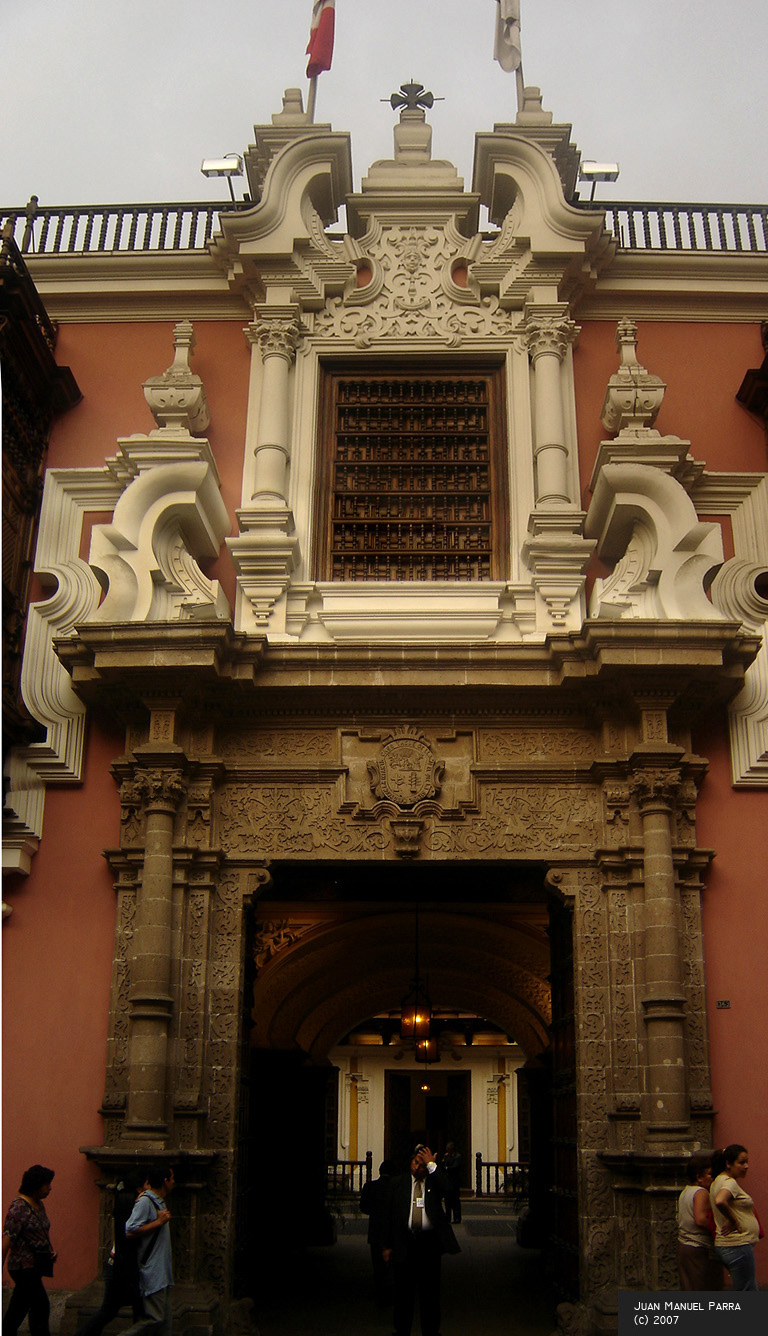
Portada de la sede del Ministerio de Relaciones Exteriores.

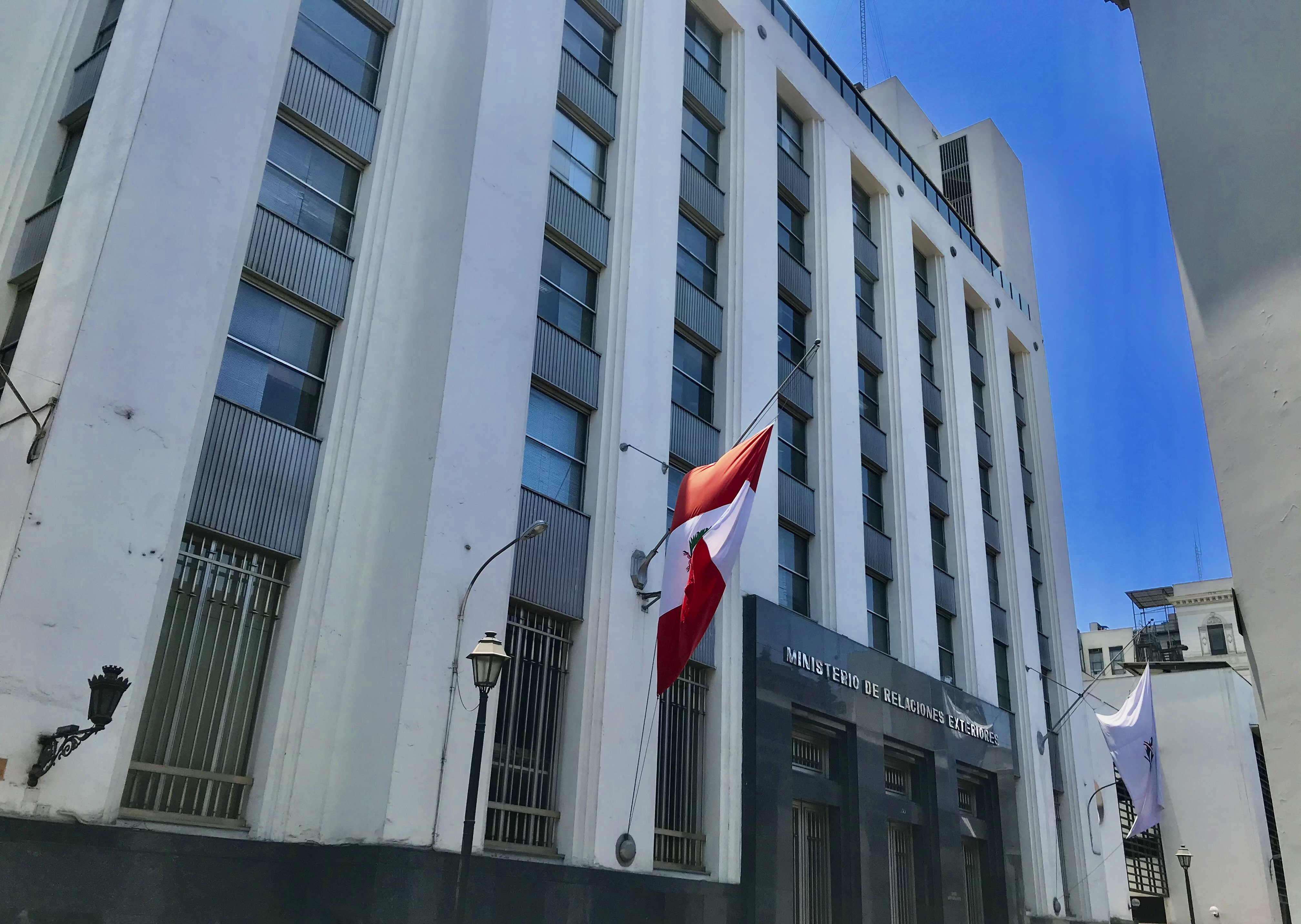
Una sede del ministerio en Lima

El Protector del Perú, José de San Martín creó el 3 de agosto de 1821, a escasos 6 días de proclamar la independencia del Perú, tres Secretarías de Estado: de Estado y Relaciones Exteriores, a cargo de Juan García del Río; de Guerra y Marina, a cargo del teniente coronel Bernardo de Monteagudo; y el de Hacienda, a cargo del doctor Hipólito Unanue. Por ello, el 3 de agosto de cada año se celebra el Día del Diplomático. 
Dos años después, la primera Constitución Política del Perú, promulgada el 12 de noviembre de 1823, consolidó la existencia de esas tres secretarías, otorgándoles el nombre de "ministerio".
Simón Bolívar expidió en Trujillo el 21 de marzo de 1824 un Decreto mediante el cual redujo los tres Ministerios a uno solo, que sería la Secretaría General de los Negocios de la República Peruana. Sin embargo, poco tiempo después la Junta de Gobierno derogó dicho decreto restableciendo los tres Ministerios.

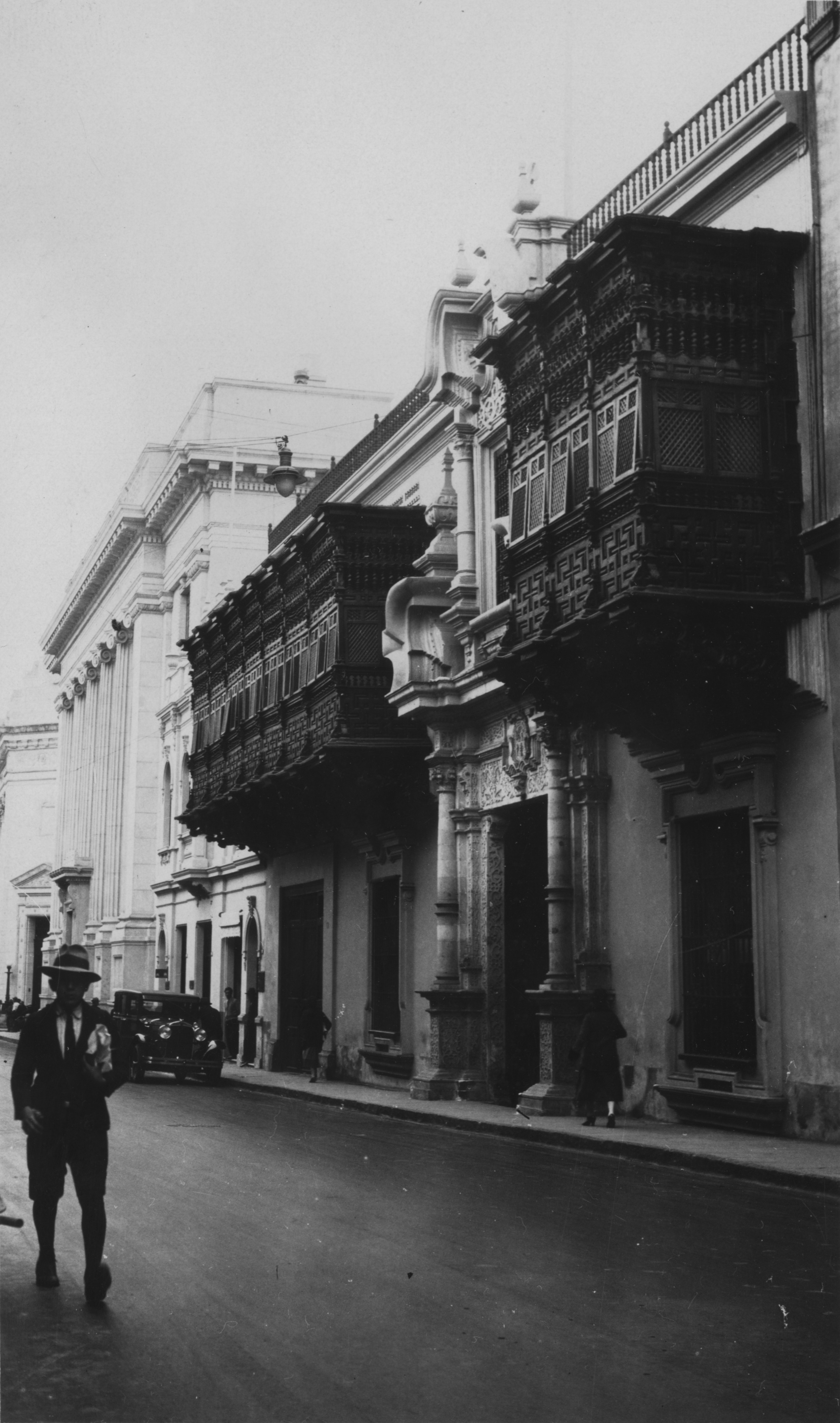
El Palacio de Torre Tagle en 1949.

El 1 de junio de 1826, José de La Mar, siguiendo órdenes de Bolívar, decretó la creación de seis Secretarías de Estado: de Relaciones Exteriores; Justicia y Negocios Eclesiásticos; Interior; Hacienda; Guerra; y Marina; y se dispuso que esas seis secretarías se distribuyeran entre cuatro Ministerios: Relaciones e Interior; de Justicia y Negocios Eclesiásticos; de Hacienda; y Guerra y Marina. A fines de ese mismo año, Bolívar redactó su Constitución Vitalicia, la misma que fue jurada el 9 de diciembre y que cambiaba el nombre de los ministerios a Secretarías de Despacho.
Luego de que Bolívar abandonara el Perú, La Mar dictó una nueva Constitución. De acuerdo a dicha Constitución se establecieron nuevamente solo tres Ministerios de Estado: uno de Gobierno y Relaciones Exteriores; otro de Guerra y Marina; y otro de Hacienda. Esta Constitución fue reemplazada en 1834, y durante el gobierno del General Luis José de Orbegoso, se dispuso que el despacho de los tres Ministerios se reconcentrara en una Secretaría General y, posteriormente, durante el breve gobierno del General Felipe Salaverry se volvió a los tres Ministerios creados por San Martín en 1821.
Establecida la Confederación Perú-Boliviana, Andrés de Santa Cruz dispuso que estos tres Ministerios se encargaran de los negocios de la Confederación. A la caída de la Confederación se dictó la Constitución de 1839 y se agregó nuevamente un cuarto Ministerio: el de Instrucción Pública, Beneficencia y Negocios Eclesiásticos. Asimismo, en los años siguientes se creó una vez más un Ministerio General que fue suprimido en agosto de 1844, restableciéndose solo dos Ministerios: el de Gobierno y Relaciones Exteriores, y el de Hacienda.

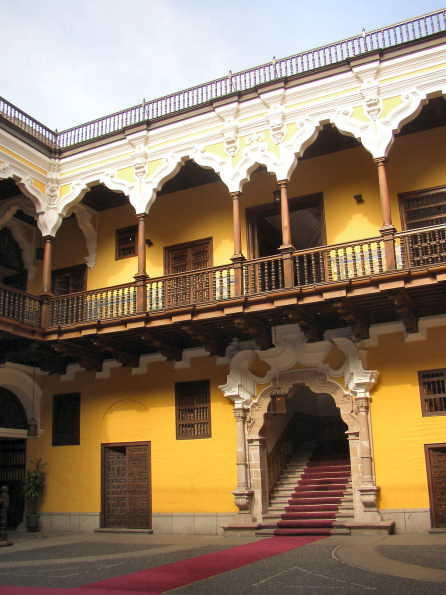
Interior de la Sede del Ministerio.

En abril de 1845, durante el Gobierno de Ramón Castilla se volvieron a establecer cuatro ministerios: Relaciones Exteriores; Gobierno; Guerra y Marina; y Hacienda. Mediante el Decreto número 90 del 31 de julio de 1846, Castilla crea el Servicio Diplomático del Perú. En junio de 1855 se organizó el Ministerio como de Relaciones Exteriores e Instrucción Pública. Al año siguiente, en noviembre de 1856, la Constitución estableció que los Ministerios serían ordinariamente cinco: de Relaciones Exteriores; de Gobierno, Culto y Obras Públicas; de Justicia, Instrucción y Beneficencia; de Guerra y Marina; y, de Hacienda y Comercio.

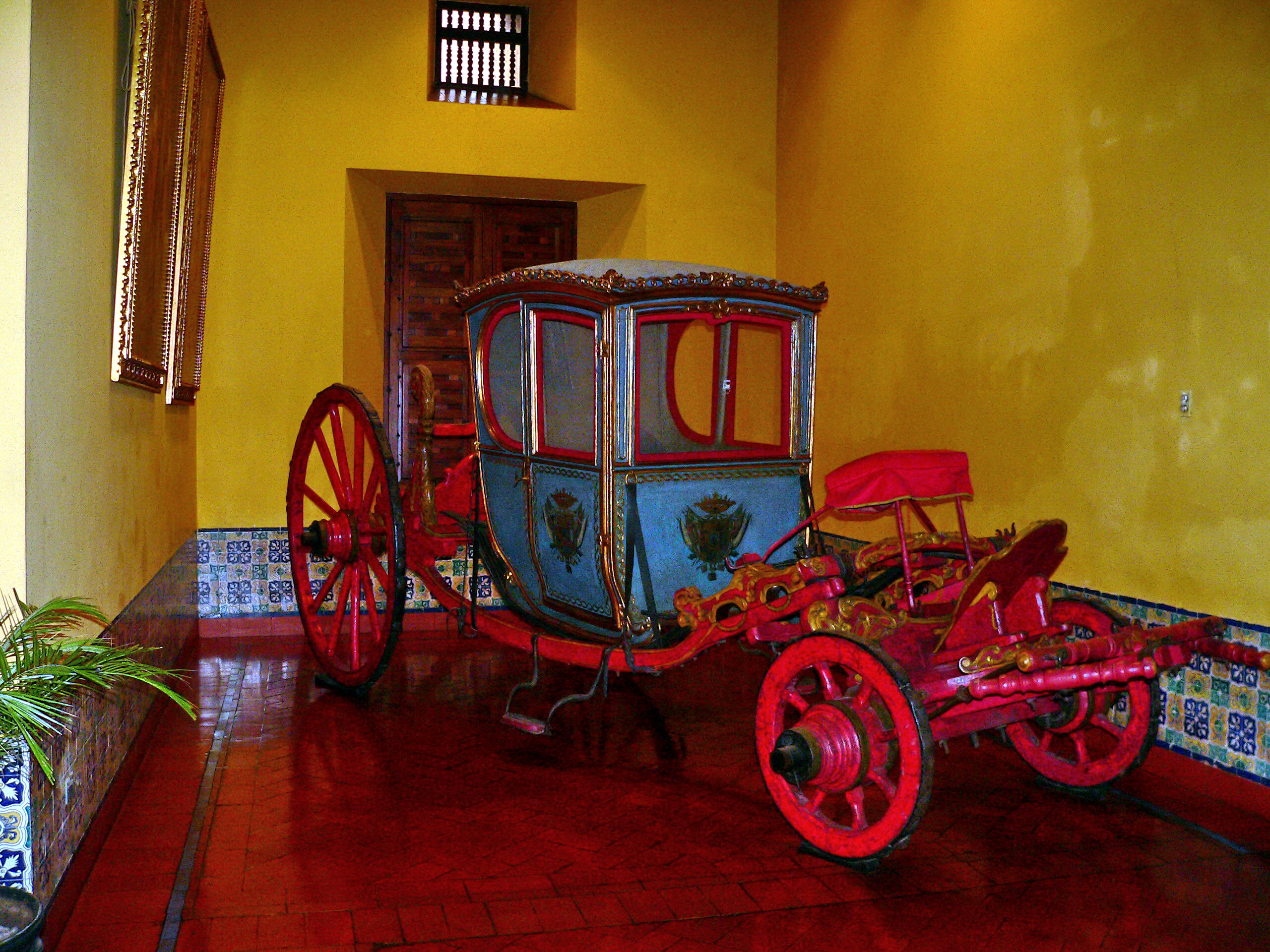
Carruaje del Marqués de Torre Tagle.

En marzo de 1857 se organizó internamente la Cancillería en dos Secciones: la de Ultramar y la Continental. En abril de 1878, durante el segundo Gobierno de Prado se reorganizó el Ministerio de Relaciones Exteriores. Según este dispositivo el Ministerio se dividió en dos Secciones: la Diplomática, y la de Consulados, Cancillería y Contabilidad, sustituyéndose estas denominaciones respectivamente, a las de Ultramar y Continental. 
A las modificaciones antes mencionadas, se suceden una serie de dispositivos que, desde 1903 hasta el año 2006, se decretaron respecto a la organización interna del Ministerio de Relaciones Exteriores.
Por Decreto Supremo 025-2007-Re del 20 de abril de 2007, el Instituto Antártico Peruano pasa a formar parte del Ministerio de Relaciones Exteriores.

## Direcciones generales
De acuerdo con el Reglamento de Organización y Funciones, el ministerio cuenta con las siguientes direcciones:
1. Dirección General de Estudios y Estrategias de Política Exterior
2. Dirección General de América
3. Dirección General de Soberanía, Límites y Asuntos Antárticos
4. Dirección General de Europa
5. Dirección General de Asia y Oceanía
6. Dirección General de África, Medio Oriente y Países del Golfo
7. Dirección General para Asuntos Multilaterales y Globales
8. Dirección General para Asuntos Económicos
9. Dirección General de Promoción Económica
10. Dirección General de Comunidades Peruanas en el Exterior y Asuntos Consulares
11. Dirección General para Asuntos Culturales
12. Dirección General de Tratados
13. Dirección General de Protocolo y Ceremonial del Estado

## Órganos adscritos al Ministerio
- Agencia Peruana de Cooperación Internacional (APCI)
- Instituto Antártico Peruano